# Rotthalmünster
Rotthalmünster är en köping (Markt) i Landkreis Passau i Regierungsbezirk Niederbayern i förbundslandet Bayern i Tyskland.
Köpingen ingår i kommunalförbundet Rotthalmünster tillsammans med kommunen Malching.